# Блговці
Блговці (словац. Blhovce) — село, громада в окрузі Рімавська Собота, Банськобистрицький край, Словаччина. Кадастрова площа громади — 18,74 км². Населення — 797 осіб (за оцінкою на 31 грудня 2017 р.).
Перша згадка 1240 року.

## Географія
Водойма — р. Ґортва, права притока р. Рімава.

## Транспорт
Автошлях 571 (Cesty II. triedy). Залізнична станція Блговці.

## Населення
| Рік:            | 1994. | 2004.   | 2014.   | 2024.   |
| --------------- | ----- | ------- | ------- | ------- |
| Кількість осіб: | 785   | 816     | 798     | 781     |
| Різниця:        |       | +3,94 % | -2,20 % | -2,13 % |

| Рік:            | 2023. | 2024.   |
| --------------- | ----- | ------- |
| Кількість осіб: | 783   | 781     |
| Різниця:        |       | -0,25 % |